# 新门
新门（阿拉伯语：‎ Bab al-Jedid; 希伯來語：‎ HaSha'ar HeChadash）是耶路撒冷旧城西北面的一个城门，面向北方，这座城门是耶路撒冷最晚开辟的一个城门, 兴建于1898年，使来访的德国皇帝威廉二世可以直接到达基督徒区。 
新门又称为“哈米德门”，得名于奥斯曼帝国苏丹阿卜杜勒-哈米德二世。
第一次中东战争期间，约旦占领了东耶路撒冷（包括耶路撒冷旧城），将新门封闭。1967年在六日战争期间，以色列占领东耶路撒冷后，重新开放了新门。